# Temporada de furacões no oceano Atlântico de 1970
A temporada de furacões no oceano Atlântico de 1970 foi a primeira temporada da era de baixa atividade mais recente (“fase fria”) da formação de ciclones tropicais no Atlântico. Foi também o primeiro ano em que aeronaves de reconhecimento voaram em todos os quatro quadrantes de um ciclone tropical. A temporada começou oficialmente em 1 de junho e durou até 30 de novembro. Essas datas delimitam convencionalmente o período de cada ano em que a maioria dos ciclones tropicais se forma na bacia do Atlântico. A temporada foi razoavelmente média, com 10 tempestades no total se formando, das quais cinco foram furacões. Dois desses cinco tornaram-se grandes furacões, que são de categoria 3 ou mais na escala Saffir – Simpson. O primeiro sistema, o furacão Alma, desenvolvido em 17 de maio. A tempestade matou oito pessoas, sete nas inundações em Cuba e uma na queda de um raio na Flórida. Em julho, a tempestade tropical Becky trouxe pequenas inundações para a Flórida e outras partes do sul dos Estados Unidos, deixando uma morte e cerca de US$ 500.000 (1970 USD) em danos.
A tempestade mais significativa da temporada foi o furacão Celia, uma furacão categoria 3 que atingiu o sul do Texas no início de agosto. Celia resultou em cerca de $ 930 milhões em danos e foi o furacão mais caro do Texas até Alicia em 1983. Foram 28 fatalidades, com quatro em Cuba, oito na Flórida e dezasseis no Texas. Mais tarde naquele mês, a tempestade tropical Dorothy causou graves inundações na Martinica, que deixaram até 51 mortes e $ 34 milhões em danos. Uma morte ocorreu no México como resultado do furacão Ella, após o desabamento de uma casa. Em outubro, a Depressão Tropical Quinze trouxe uma enchente devastadora para Porto Rico. Pelo menos 22 fatalidades e $ 65,5 milhões em danos ocorreram. Coletivamente, as tempestades desta temporada deixaram pelo menos $ 1,03 mil milhões em danos e 115 mortes.

## Resumo sazonal

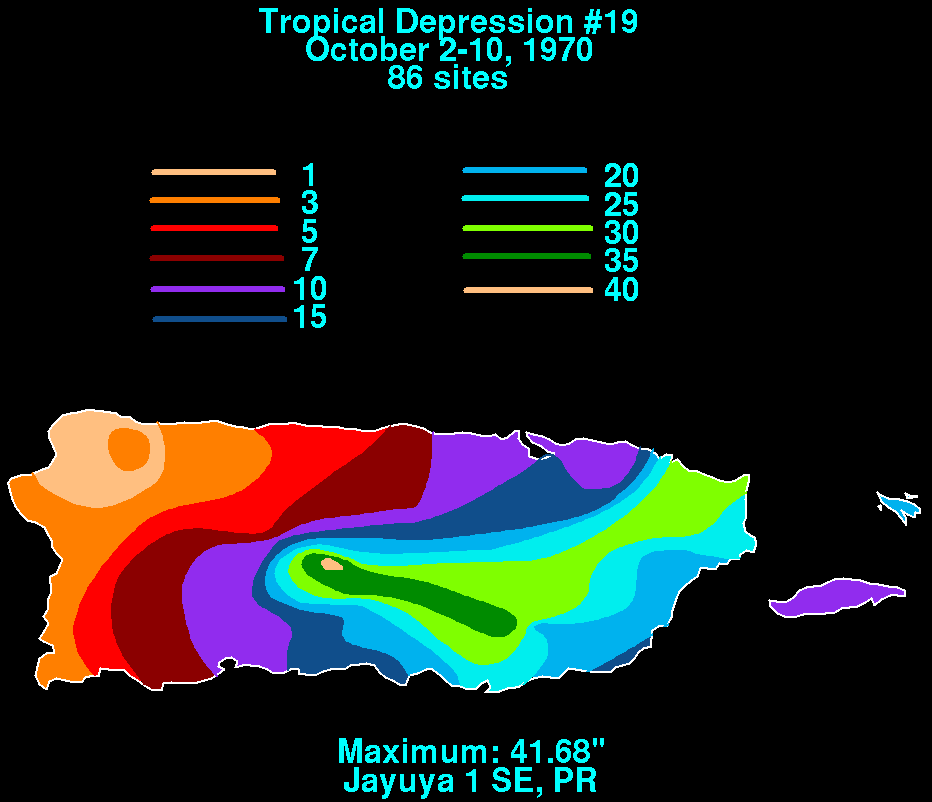
Precipitação da Depressão Tropical Quinze em Porto Rico

A temporada de furacões no Atlântico começou oficialmente em 1 de junho, embora a atividade tenha começado um pouco antes, com o furacão Alma se formando em 17 de maio.  Embora 23 depressões tropicais se desenvolveram, apenas dez delas atingiram a intensidade da tempestade tropical;  isso foi comparável a 1950-2000 média de 9,6 tempestades nomeadas por temporada. Cinco deles alcançaram o status de furacão,  um pouco abaixo de 1950-2000 média de 5,9. Além disso, duas tempestades alcançaram o status de grande furacão,  perto da média 1950-2000 média de 2,3. Coletivamente, os ciclones desta temporada causaram pelo menos 115 mortes e mais de $ 1,03 mil milhões em danos. A temporada de furacões no Atlântico terminou oficialmente em 30 de novembro, embora o ciclone tropical final tenha se tornado extratropical em 28 de outubro. 
A ciclogênese tropical começou em maio, com Alma se desenvolvendo em 17 de maio Nenhuma atividade de ciclone tropical ocorreu em junho. Três sistemas se originaram em julho, incluindo a tempestade tropical Becky e a depressão que eventualmente se intensificaria no furacão Celia, bem como outra depressão tropical que permaneceu abaixo da intensidade da tempestade tropical. Celia se tornou o ciclone tropical mais intenso da temporada em 3 de agosto, com pico como uma furacão categoria 3 na escala Saffir – Simpson com ventos sustentados máximos de 201 km/h (125 mph) e uma pressão barométrica mínima de 945 mbar (27.9 inHg)  . Em agosto, cinco sistemas tropicais se desenvolveram, incluindo duas tempestades tropicais sem nome, Dorothy, e duas outras depressões tropicais. Oito de setembro apresentou depressões tropicais, embora apenas três tenham se tornado tempestades nomeadas - Ella, Felice e Greta. Outubro apresentou dois furacões sem nome, o segundo dos quais se tornou um ciclone extratropical em 28 de outubro, encerrando a atividade da temporada.
A atividade da temporada foi refletida com uma classificação de energia ciclônica acumulada (ACE) de 40. ACE é, em termos gerais, uma medida da força do furacão multiplicada pela duração de sua existência, portanto, tempestades que duram muito tempo, assim como furacões particularmente fortes, têm ACEs altos. É calculado apenas para alertas completos sobre sistemas tropicais em ou superior a 39 mph (63 km/h), que é a força da tempestade tropical.

## Sistemas

### Furacão Alma
Uma área de mau tempo persistiu no sudoeste do Caribe em meados de maio. Gradualmente se organizou, e uma depressão tropical formou-se em 17 de maio.  Em resposta ao baixo cisalhamento do vento e às altas temperaturas da superfície do mar, a depressão rapidamente se intensificou para uma tempestade tropical no início de 20 de maio e para um furacão naquela noite. No entanto, o aumento do cisalhamento do vento em níveis superiores causou a deterioração de Alma em uma depressão tropical em 22 de maio.  A depressão continuou seu movimento geral para o norte, com uma breve corrida para o oeste, e atingiu Cuba em maio. 24 com ventos máximos de 30 mph (48 km/h).  Quando Alma cruzou o Golfo do México oriental, manteve uma circulação bem definida com uma característica de olho evidente no radar meteorológico, mas o cisalhamento persistente limitou a intensidade do sistema. Depressão tropical Alma atingiu a costa perto de Cedar Key, Flórida, em 25 de maio e tornou-se extratropical dois dias depois na Carolina do Norte.
Embora Alma tenha passado perto da costa, o impacto na América Central, se houver, é desconhecido. Nas Ilhas Cayman, ventos de 105 km/h (65 mph) foram relatados. O impacto foi mais severo em Cuba, onde as inundações repentinas causaram sete mortes, destruiu várias casas, forçou a evacuação de 3.000 pessoas na província de Oriente, e forçados 16 usinas de açúcar para suspender as operações. A tempestade trouxe chuvas fracas para a Flórida, embora a precipitação tenha atingido o pico de 169 mm (6.66 in) perto de Miami. Tempestades causaram uma morte em Miami e danificaram alguns edifícios em Fort Myers. Em outros estados, o impacto veio principalmente na forma de chuva, embora um tornado perto de Columbia, Carolina do Sul, tenha destruído um prédio.

### Tempestade tropical Becky
Um grande distúrbio começou a se desprender da Zona de Convergência Intertropical perto do Panamá em 16 de julho. Em 19 de julho, o distúrbio evoluiu para uma depressão tropical. Depois de rastrear através do Canal de Yucatán, a depressão se transformou na tempestade tropical Becky em 20 de julho. Becky seguiu do norte para o norte-nordeste através do Golfo do México e eventualmente fortaleceu-se para atingir o pico de ventos de 105 km/h (65 mph) no final de 20 de julho.  Depois disso, os ventos de nível superior começaram a enfraquecer a tempestade. Em 22 de julho, Becky atingiu a costa perto de Port St. Joe, Flórida, como uma depressão tropical. A tempestade enfraqueceu ainda mais por terra, eventualmente se dissipando sobre o oeste de Kentucky em 23 de julho.
Por toda a Flórida, Becky produziu principalmente chuvas leves e ventos fortes. No entanto, em Tallahassee, a tempestade caiu mais de 200 mm (8 in) de chuva, que causou inundações dentro e ao redor da cidade. De acordo com a Cruz Vermelha, 104 famílias na região de Tallahassee sofreram perdas relacionadas às enchentes. Além disso, foram relatados dois ferimentos. Algumas casas perto de Tallahassee foram inundadas com 4 ft (1.2 m) de água, resultando na evacuação de 15 famílias por barco a remo. Mais de 100 carros na área também foram submersos. No condado vizinho de Wakulla, águas na altura dos joelhos foram relatadas no tribunal do condado em Crawfordville. Um tornado surgiu perto da Panacea, destruiu uma casa e danificou outras duas. Caiu uma chuva leve a moderada em estados vizinhos, e um tornado na Geórgia causou uma morte e destruiu duas casas.

### Furacão Celia
Uma onda tropical emergiu no Oceano Atlântico da costa oeste da África em 23 de julho. Moveu-se rapidamente para o oeste e alcançou o oeste do Mar do Caribe em 30 de julho. No dia seguinte, o sistema evoluiu para uma depressão tropical perto de Grand Cayman. A depressão seguiu na direção norte-noroeste sem aumentar significativamente e atingiu o oeste de Cuba em 1 de agosto A depressão entrou no Golfo do México e foi elevada para Tempestade Tropical Celia no final de 1 de agosto.  Devido às altas temperaturas da superfície do mar, Celia rapidamente se intensificou em uma furacão categoria 3 em 1 de agosto. No início de 2 de agosto, Célia começou a enfraquecer e caiu para a categoria 2 intensidade. A tempestade enfraqueceu ainda mais para uma furacão categoria 1 em 3 de agosto. No entanto, ao se aproximar da costa do Texas naquele dia, Celia começou a se intensificar novamente. Às 1800 UTC em 3 de agosto, Celia atingiu o pico com ventos sustentados de 201 km/h (125 mph) e uma pressão mínima de 945 mbar (27.9 inHg). No final de 3 de agosto, Celia atingiu a costa perto de Corpus Christi, Texas. Celia enfraqueceu enquanto se movia mais para o interior e se dissipou no Novo México em 6 de agosto.
Em Cuba, as fortes chuvas na ilha causaram graves inundações, levando a cinco mortes. Tempestades e ondas atingiram a costa oeste da Flórida, especialmente o Panhandle. Vários resgates de guarda-vidas ocorreram, enquanto oito pessoas morreram afogadas. Na Louisiana, as marés anormal causaram pequenas inundações costeiras. As velocidades de vento sustentadas mais fortes no Texas foram em torno de 120–130 mph (190–210 km/h), enquanto rajadas de vento foram estimadas em até 180 mph (290 km/h) no condado de Nueces. Muitos dos danos foram causados por uma série de micro - explosões e explosões, a maioria das quais ocorreram em um intervalo de 15 minutos. Graves danos foram relatados no condado de Nueces, com 85% das perdas totais de propriedade de Celia causadas apenas em Corpus Christi. Aproximadamente 90% dos edifícios do centro da cidade foram danificados ou destruídos, enquanto cerca de um terço das casas na cidade sofreram severos impactos ou foram demolidas. Em todo o estado, 8 50 casas foram destruídas e cerca de 55.650 outros foram danificados. Cerca de 252 pequenas empresas, 331 barcos e 310 edifícios agrícolas foram danificados ou destruídos. No Texas, Celia causou 15 mortes e $ 930 milhões em danos.

### Tempestade tropical Oito
Uma depressão tropical desenvolveu cerca de 95 mi (155 km) leste-nordeste das Ilhas Abaco nas Bahamas às 12:00 UTC em 15 de agosto. Inicialmente, a depressão moveu-se para oeste-noroeste antes de virar para o norte no início do dia seguinte. Por volta das 06:00 UTC em 16 de agosto, o sistema atingiu a costa perto de Beaufort, Carolina do Norte, com ventos de 56 km/h (35 mph). Após ressurgir no Atlântico no início de 18 de agosto, a depressão moveu-se para nordeste e se intensificou em uma tempestade tropical.  O navio Hotel observou ventos sustentados de 105 km/h (65 mph) nessa época. Às 18:00 UTC, a tempestade atingiu seu pico com ventos de 110 km/h (70 mph) e uma pressão mínima de 992 mbar (29.3 inHg). Pouco tempo depois, o ciclone tornou-se extratropical cerca de 290 km (180 mi) leste da Ilha Sable.
Ao longo da costa da Carolina do Norte, as marés mais altas do que o normal viraram cerca de 20 barcos, incluindo um 68 ft (21 m) iate. Em Salvo, onde a maré pode ter chegado a 4 ft (1.2 m) acima do normal, calçadões e equipamentos de camping foram danificados nos acampamentos. Fortes tempestades produziram ventos de até 121 km/h (75 mph) em Atlantic Beach. Pequenos danos causados pelo vento foram relatados em Atlantic Beach e Morehead City, principalmente limitados a algumas árvores, linhas de energia, telhas, antenas de televisão e placas. Da Carolina do Norte a Maryland, os salva-vidas fizeram dezenas de resgates. Quatro mortes por afogamento ocorreram, sendo duas na Carolina do Norte e duas na Virgínia.

### Tempestade tropical Dorothy
Uma onda tropical atingiu a costa ocidental da África em 13 de agosto Movendo-se para o oeste, um distúrbio tropical gerado pela onda levou à formação de uma depressão tropical começando em 800 km (500 mi) leste das Pequenas Antilhas em 17 de agosto. À medida que se movia para oeste-noroeste, intensificou-se lentamente e foi atualizado para a tempestade tropical Dorothy em 19 de agosto. No dia seguinte, Dorothy atingiu seu pico de intensidade com ventos máximos sustentados de 70 mph (110 km/h). Por volta dessa época, Dorothy cruzou a ilha da Martinica. Depois de passar pelas Pequenas Antilhas, Dorothy passou por baixo de uma calha de núcleo frio de nível superior, que fez com que a tempestade enfraquecesse. Em 23 de agosto, Dorothy se dissipou ao sul da Península Tiburon do Haiti.
Ao longo das Pequenas Antilhas, Dorothy produziu ventos fortes e chuvas fortes. Na Martinica, grandes quantidades de precipitação resultaram em inundações e deslizamentos de terra, que por sua vez, causaram o rompimento de pontes e danos a casas. Além disso, fortes ventos com força de tempestade tropical também foram relatados na ilha. A tempestade destruiu 186 casas e deixou 700 pessoas desabrigadas. Banana, cana-de-açúcar e outras safras sofreram pesadas perdas. As chuvas de inundação também espalharam a Dominica e Guadalupe, mas com efeitos menos severos. Embora o número exato de mortos de Dorothy seja desconhecido, algumas fontes afirmam que até 51 mortes ocorreram. Os danos da tempestade totalizaram $ 34 milhão.

### Furacão Ella
Um vale bem definido gerou uma depressão tropical perto de Cabo Gracias a Dios, em Honduras, em 8 de setembro.  A depressão moveu-se para noroeste sem se intensificar antes de atingir Tulum, Quintana Roo, em 10 de setembro. Horas depois, o sistema emergiu no Golfo do México e logo fortaleceu-se na tempestade tropical Ella.  Uma crista ao norte causou uma curva na direção oeste geral. Apenas seis horas depois de se tornar uma tempestade tropical, Ella se intensificou em um furacão no início de 11 de setembro Ao se aproximar da costa do Golfo do México, o ciclone se aprofundou significativamente, atingindo o pico como uma furacão categoria 3 em 12 de setembro com ventos de 201 km/h (125 mph) e uma pressão mínima de 967 mbar (28.6 inHg). Pouco tempo depois, Ella atingiu a costa perto de La Pesca, Tamaulipas, com a mesma intensidade. O furacão enfraqueceu rapidamente no interior, caindo para a intensidade da tempestade tropical em 13 de setembro e se dissipando várias horas depois. 
Na Península de Yucatán, rajadas de vento de 89 km/h (55 mph) foram observados. Ella trouxe fortes chuvas para partes do nordeste do México. Várias casas foram destruídas e aldeias ao longo do rio San Marcos foram inundadas pela água. Uma menina morreu depois que sua casa desabou. As inundações e a precipitação contínua impediram o transporte de artigos de socorro, incluindo alimentos e medicamentos, por helicópteros. No Texas, as marés atingiram o pico de 7 ft (2.1 m) acima do normal, mas nenhum dano de inundação costeira foi relatado.

### Tempestade tropical Felice
Em 12 de setembro, uma depressão tropical se desenvolveu a partir de um vale de nível superior ao sul das Ilhas Abaco. Sem intensificação significativa, o sistema cruzou as Florida Keys e entrou no Golfo do México.  Felice permaneceu uma tempestade desorganizada por toda a sua duração, atormentada por ar seco, uma falta de atividade de tempestade profunda e um centro de circulação mal definido. No entanto, no início de 16 de setembro, o ciclone atingiu o pico com ventos sustentados máximos de 110 km/h (70 mph) e uma pressão barométrica mínima de 997 mbar (29.4 inHg). Felice seguiu na direção noroeste e roçou no sul da Louisiana em 15 de setembro, antes de chegar perto de Galveston, Texas, mais tarde naquele dia. Uma vez em terra firme, Felice deteriorou-se rapidamente ao voltar para o centro dos Estados Unidos, dissipando-se em 17 de setembro.  Enquanto no sudeste de Oklahoma, no entanto, seus remanescentes ainda se assemelhavam a um formidável ciclone tropical.
Antes do ciclone, as autoridades aconselharam os residentes em comunidades vulneráveis a evacuar suas casas, e abrigos temporários foram estabelecidos. No entanto, os efeitos de Felice foram geralmente leves. Chuvas benéficas caíram sobre partes do sul da Flórida, enquanto seções da costa da Louisiana experimentaram ventos com força mínima de vendaval e marés acima do normal. No Texas, ventos soprando para 89 km/h (55 mph) em Galveston - e estimado perto de 110 km/h (70 mph) em outros lugares - causou quedas de energia espalhadas e pequenos danos às árvores, enquanto chuvas fortes totalizaram mais de 6 emnbsp;in (150 mm) provocou algumas inundações nas ruas.  Felice atrasou a colheita local de arroz e estragou parte do feno que havia sido cortado antes da tempestade. Precipitações significativas e rajadas de vento acompanharam o sistema no norte do Texas e Oklahoma.
A depressão produziu fortes chuvas nas Pequenas Antilhas, chegando a 300 mm (12 in) em Barbados ; deixou três mortes e danos moderados na ilha. Outra morte foi relatada nas Ilhas Virgens dos Estados Unidos. Chuvas torrenciais em Porto Rico causaram grandes danos, com o pico de precipitação chegando a 1,059 mm (41.68 in) em Jayuya,  dos quais 430 mm (17 in) caiu em um período de 24 horas, excedendo em muito os picos de chuva durante os furacões de 1928 e 1899. A maior parte dos danos foi infligida às plantações de cana-de-açúcar e café. Além disso, pelo menos 600 casas foram destruídas e outras 1.000 danos sustentados, enquanto cerca de 10 000 pessoas ficaram desabrigadas. A tempestade afetou pelo menos 40 estradas estaduais, incluindo 15 bloqueado por deslizamentos de terra, e 11 pontes destruídas. No geral, os danos em Porto Rico totalizaram US$ 65 milhão. Pelo menos 18 pessoas foram mortas na ilha, e o sistema foi considerado um dos piores desastres da história de Porto Rico.

### Tempestade tropical Greta
Uma onda tropical saiu da África Ocidental e emergiu no Oceano Atlântico em 15 de setembro Ele se moveu lentamente para o oeste até 22 de setembro, quando uma área de alta pressão fez com que acelerasse oeste-noroeste em direção às Ilhas Leeward. No dia seguinte, a onda interagiu com uma baixa de núcleo frio, produzindo uma área de convecção. À medida que o sistema se movia sobre águas mais quentes, uma baixa de superfície se formou em 26 de setembro. Como resultado da observação de ventos fortes, o sistema foi então designado como Tempestade Tropical Greta. No entanto, a tempestade não se intensificou, apesar das condições favoráveis, e por isso foi descrita pelo National Hurricane Center (NHC) como uma "bomba que não explodiu ".
Ao se aproximar de Florida Keys, Greta enfraqueceu abruptamente para uma depressão tropical, coincidindo com a deterioração do padrão de nuvens. Além disso, os Hurricane Hunters relataram pressões crescentes e ventos mais baixos. Na noite de 27 de setembro, Greta atingiu o continente em Key West, Flórida, com ventos sustentados de 26 mph (42 km/h). Uma vez no Golfo do México, Greta não se intensificou novamente, embora tenha mantido uma circulação fechada enquanto se movia em uma área de alta pressão. Ele atravessou o norte da Península de Yucatán, embora tenha reemergido rapidamente no Golfo do México. Eventualmente, Greta atingiu a costa perto de Tampico, México, em 5 de outubro, e se dissipou logo em seguida. Devido à natureza fraca da tempestade, o impacto mínimo foi relatado. Na Flórida, as marés foram geralmente menores e não ultrapassaram 3 and 4 ft (0.91 and 1.22 m) acima do normal, conforme relatado nas Florida Keys. A precipitação foi principalmente leve, embora 227 mm (8.94 in) de precipitação foi observada em Fort Pierce.

### Furacão Dezoito
Em 12 de outubro, uma depressão subtropical se desenvolveu enquanto localizada a nordeste das Bahamas. Intensificou-se continuamente e tornou-se uma tempestade subtropical no dia seguinte. Depois de seguir para leste-nordeste, a tempestade fez uma curva acentuada para oeste, seguida por uma curva para norte-nordeste. Depois de adquirir características tropicais, a tempestade subtropical mudou para um ciclone tropical no início de 16 de outubro Doze horas depois, a tempestade tornou-se um furacão,  pouco antes de passar perto das Bermudas. Continuou a se intensificar e brevemente se tornou uma furacão categoria 2 em 17 de outubro. O furacão então acelerou rapidamente em direção ao nordeste,  e atingiu a península de Avalon em Newfoundland como uma furacão categoria 1. Pouco tempo depois, o furacão fez a transição para um ciclone extratropical em 17 de outubro. 
O furacão produziu ventos fortes nas Bermudas, cancelando aulas, interrompendo o transporte e fechando negócios, embora os danos fossem mínimos. Além disso, caiu uma chuva leve na ilha.  Em toda a Terra Nova, ventos com a força de um furacão causaram danos às estruturas, principalmente na forma de janelas quebradas. O mar agitado ao longo da costa atlântica da ilha danificou dóris de pesca e uma rampa de pesca. Chuvas fortes também foram relatadas em algumas áreas da região, chegando a quase 5 emnbsp;in (130 mm) em Quebec. Os danos na Península de Burin foram da ordem de milhares de dólares canadenses, embora o número específico seja desconhecido. No território francês de Saint Pierre e Miquelon, vários edifícios perderam o telhado devido aos ventos fortes.

### Furacão Dezanove
Uma depressão subtropical desenvolveu-se por volta de 1,560 km (970 mi) leste-nordeste das Bermudas às 12:00 UTC em 20 de outubro Depois de intensificar-se para uma tempestade subtropical no início do dia seguinte, o fortalecimento adicional foi lento. Inicialmente, o sistema na direção nordeste, mas curvou-se para sudeste em 24 de outubro. Nessa época, passou a adquirir características de ciclone tropical, passando a tempestade tropical às 12h00. UTC. A tempestade retomou seu movimento para nordeste e continuou a se intensificar. No início de 27 de outubro, a tempestade tornou-se um furacão.  base em um relatório de ventos de 121 km/h (75 mph) de Pretória várias horas depois. No momento da intensidade do furacão, é provável que o campo de vento com força de furacão fosse de apenas 9.7 km (6 mi) de raio e seu campo de vento com força de tempestade tropical foi de apenas 111 km (69 mi) de diâmetro. Por volta das 12:00 UTC em 27 de outubro, o ciclone enfraqueceu para uma tempestade tropical e começou a acelerar. Cerca de 24 horas depois, o sistema mudou para um ciclone extratropical, enquanto situado a aproximadamente 800 km (500 mi) norte-nordeste da Graciosa nos Açores.

### Outros sistemas
Além das dez tempestades nomeadas de 1970 e da notável Depressão Tropical Quinze, havia vários sistemas menores que também foram classificados como depressões pelo NHC. Uma depressão tropical se desenvolveu na costa da Carolina do Norte em 27 de julho Inicialmente, a depressão seguiu na direção de Outer Banks, mas mudou para leste-sudeste e evitou o landfall. Ao se aproximar das Bermudas em 30 de julho, a depressão curvou-se lentamente na direção norte-nordeste. No final de 1 de agosto, a depressão se dissipou enquanto localizada a leste de Cape Race, Newfoundland. A Depressão Tropical Cinco desenvolveu-se em 2 de agosto na vizinhança de Cabo Verde. Ele moveu-se para oeste-noroeste através do oceano Atlântico leste-norte e, finalmente, curvou-se quase exatamente para o leste. A depressão se dissipou na metade do caminho entre Porto Rico e a costa oeste da África em 6 de agosto Enquanto a Depressão Tropical Nove estava se dissipando no Atlântico aberto em 5 de agosto, a depressão tropical dez desenvolveu-se perto das Bahamas. No dia seguinte, a depressão atingiu a costa perto de Palm Bay, Flórida, e se dissipou no início de 7 de agosto. 
A próxima depressão originou-se a meio caminho entre as Pequenas Antilhas e Cabo Verde em 3 de setembro O sistema moveu-se para oeste-sudoeste durante grande parte de sua duração e se dissipou em 9 de setembro Outra depressão tropical começou perto da costa de Dakar, no Senegal, em 5 de setembro Atravessou Cabo Verde antes de se dissipar em 7 de setembro. Mais tarde naquele mês, o próximo sistema formou-se a leste de Cabo Verde em 22 de setembro A depressão se dissipou em 25 de setembro, após mover-se para noroeste através do Atlântico leste. Em 29 de setembro, um sistema desenvolvido cerca de 640 km (400 mi) sudeste das Bermudas. A depressão moveu-se rapidamente na direção norte-nordeste e se dissipou em cerca de 450 km (280 mi) ao sul de Cape Race, Newfoundland, em 1 de outubro.
Os nomes a seguir foram usados para tempestades nomeadas (tempestades tropicais e furacões) que se formaram no Atlântico Norte em 1970. Uma tempestade foi batizada de Felice pela primeira vez em 1970. Os nomes que não foram atribuídos são marcados em cinzento. O nome Celia foi posteriormente retirado e substituído por Carmen na temporada de furacões no oceano Atlântico de 1974.
| - Alma - Becky - Celia - Dorothy - Ella - Felice - Greta | - Hallie (sem usar) - Isabel (sem usar) - Judith (sem usar) - Kendra (sem usar) - Lois (sem usar) - Marsha (sem usar) - Noreen (sem usar) | - Orpha (sem usar) - Patty (sem usar) - Rena (sem usar) - Sherry (sem usar) - Thora (sem usar) - Vicky (sem usar) - Wilna (sem usar) |

Devido aos efeitos do furacão Celia, seu nome foi retirado e substituído por Carmen, que foi usado na temporada de 1974.

## Efeitos sazonais
| Nome                | Datas ativo                 | Classificação máxima | Velocidade de vento sustentados | Pressão               | Áreas afetadas                                           | Danos (USD)    | Fatalidades | Refs                 |
| ------------------- | --------------------------- | -------------------- | ------------------------------- | --------------------- | -------------------------------------------------------- | -------------- | ----------- | -------------------- |
| Alma                | 17 de maio – 26             | Furacão Categoria 1  | 80 mph (130 km/h)               | 993 hPa (29.3 inHg)   | Ilhas Cayman, Jamaica, Cuba, Sudoeste dos Estados Unidos | Menor          | 8           | [ 10 ] [ 56 ]        |
| Becky               | 19 de julho – 23            | Tempestade tropical  | 65 mph (100 km/h)               | 1003 hPa (29.6 inHg)  | Sul dos Estados Unidos                                   | $500 000       | 1           | [ 57 ] [ 1 ]         |
| Três                | 27 de julho – agosto 1      | Depressão tropical   | 30 mph (45 km/h)                | Não definido          | Nenhum                                                   | Nenhum         | Nenhum      |                      |
| Celia               | 31 de julho – agosto 5      | Furacão Categoria 3  | 125 mph (205 km/h)              | 945 hPa (27.91 inHg)  | Cuba, Costa do Golfo dos Estados Unidos                  | $930 000 000   | 28          | [ 20 ] [ 21 ]        |
| Cinco               | 2 de agosto – 6             | Depressão tropical   | 35 mph (55 km/h)                | Não definido          | Nenhum                                                   | Nenhum         | Nenhum      |                      |
| Seis                | 5 de agosto – 7             | Depressão tropical   | 30 mph (45 km/h)                | Não definido          | Florida                                                  | Nenhum         | Nenhum      |                      |
| Sem nome            | 15 de agosto – 18           | Tempestade tropical  | 70 mph (110 km/h)               | 992 hPa (29.29 inHg)  | Carolina do Norte, Virgínia, Maryland                    | Nenhum         | 4           | [ 23 ] [ 24 ] [ 25 ] |
| Dorothy             | 17 de agosto – 23           | Tempestade tropical  | 70 mph (110 km/h)               | 996 hPa (29.41 inHg)  | Pequenas Antilhas                                        | $34 000 000    | 51          | [ 28 ] [ 27 ]        |
| Dez                 | 3 de setembro – 10          | Depressão tropical   | 30 mph (45 km/h)                | Não definido          | Nenhum                                                   | Nenhum         | Nenhum      |                      |
| Onze                | 5 de setembro – 7           | Depressão tropical   | 30 mph (45 km/h)                | Não definido          | Cabo Verde                                               | Nenhum         | Nenhum      |                      |
| Ella                | 8 de setembro – 13          | Furacão Categoria 3  | 125 mph (205 km/h)              | 967 hPa (28.56 inHg)  | México, Texas                                            | Desconhecido   | 1           | [ 34 ]               |
| Felice              | 5 de setembro – 7           | Tempestade tropical  | 70 mph (110 km/h)               | 997 hPa (29.44 inHg)  | Sul dos Estados Unidos, Missouri, Illinois               | Desconhecido   | Nenhum      |                      |
| Catorze             | 22 de setembro – 25         | Depressão tropical   | 30 mph (45 km/h)                | Não definido          | Nenhum                                                   | Nenhum         | Nenhum      |                      |
| Quinze              | 23 de setembro – outubro 11 | Depressão tropical   | 35 mph (55 km/h)                | 1000 hPa (29.53 inHg) | Pequenas Antilhas                                        | $65 500 000    | 22          | [ 6 ]                |
| Greta               | 26 de setembro – outubro 5  | Tempestade tropical  | 50 mph (85 km/h)                | 1004 hPa (29.65 inHg) | Flórida, México                                          | Desconhecido   | Nenhum      |                      |
| Dezassete           | 29 de setembro – outubro 1  | Depressão tropical   | 30 mph (45 km/h)                | Não definido          | Nenhum                                                   | Nenhum         | Nenhum      |                      |
| Sem nome            | 12 de outubro – 17          | Furacão Categoria 2  | 105 mph (165 km/h)              | 974 hPa (28.76 inHg)  | Bermuda, Províncias atlânticas do Canadá                 | $1,000         | Nenhum      |                      |
| Sem nome            | 20 de outubro – 28          | Furacão Categoria 1  | 75 mph (120 km/h)               | 988 hPa (29.18 inHg)  | Nenhum                                                   | Nenhum         | Nenhum      |                      |
| Totais da temporada |                             |                      |                                 |                       |                                                          |                |             |                      |
| 19                  | 17 de maio – outubro 28     |                      | 125 mph (205 km/h)              | 945 hPa (27.91 inHg)  |                                                          | $1 030 000 000 | 115         |                      |